# 諦子内親王
諦子内親王（ていしないしんのう、建保5年3月22日（1217年4月29日） - 寛元元年3月29日（1243年4月19日））は、鎌倉時代の皇族・女院。順徳天皇の皇女で、母は九条立子（東一条院）。仲恭天皇の同母姉。女院号は明義門院（めいぎもんいん）。

## 生涯
建保7年（1219年）1月23日に内親王宣下を受ける。嘉禎2年（1236年）12月7日に准三宮宣下を受け、同月21日に院号宣下を受ける。寛元元年（1243年）に27歳で死去した。